# 曲孝丽
曲孝丽（1963年9月—），女，汉族，山东昌邑人。1990年12月加入中国共产党，1985年7月参加工作。在职研究生学历，法学博士学位。中华人民共和国政治人物。曾任中共河南省委常委、省纪委书记，河南省监察委员会主任。现任中共中央纪委驻国家卫健委纪检监察组组长。

## 简历
1985年7月，曲孝丽于天津师范大学生物系毕业后，进入天津市河西区第四十一中学担任教师工作，先后任教师，德育处主任，科研室主任，校长助理，副校长等职。1996年10月，曲孝丽首次进入政界，担任河西区共青团委书记。其后，曲长期在河西区担任政府职务，先后任挂甲寺街党委书记、办事处主任，党工委书记等职。2001年2月，曲孝丽任河西区委常委，升任副厅级，并在其后兼任组织部部长，副书记等职。
2011年3月，曲孝丽离开工作了26年之久的河西区，担任天津市民政局副局长，并兼任市社会组织工委书记，市社会团体管理局局长等职。 2013年3月升任天津市民政局局长，党组书记。
2016年12月，曲孝丽调任天津市红桥区区委书记。
2018年1月，曲孝丽首次离开天津市，调任山西省副省长。 2019年3月，曲孝丽接替此前调入中央的吴汉圣，担任中共山西省委常委，组织部长一职。2021年1月，调任河南省委常委、省纪委书记，河南省监察委员会主任。
2023年9月，任中共中央纪委驻国家卫健委纪检监察组组长。